# Taeniopteryx metequi
Taeniopteryx metequi är en bäcksländeart som beskrevs av William Edwin Ricker och Ross 1968. Taeniopteryx metequi ingår i släktet Taeniopteryx och familjen vingbandbäcksländor. Inga underarter finns listade i Catalogue of Life.